# The Truth (romanzo)
The Truth ("La verità") è il venticinquesimo romanzo della serie del ciclo fantasy comico del Mondo Disco di Terry Pratchett. È stato pubblicato nel 2000. Al 2018 è inedito in italiano.

## Trama
Il giovane William De Worde fonda un giornale ad Ankh-Morpork. Durante la sua ricerca di notizie, scopre che lo strano incidente che coinvolge il Patrizio si rivela lentamente come l'ennesimo complotto per detronizzarlo.

## Personaggi
- William De Worde: fondatore del primo giornale di Ankh-Morpork. Acuto osservatore. Storia familiare travagliata.
- Sacharissa Cripslock: reporter. Intelligente e tenace. La sua espressione severa e gli abiti che indossa nascondono il fatto che è piuttosto formosa.
- Otto von Chriek: vampiro (astinente) e fotografo, sia amatoriale che professionista. La luce del flash lo incenerisce - in continuazione.
- Mr. Pin e Mr. Tulip: "La Nuova Ditta", ossia un duo di criminali provenienti dall'esterno.
  - Mr. Pin: il cervello della coppia, crede ciò nonostante che la violenza sia la risposta. Scoprirà lentamente che ad Ankh-Morpork la domanda può essere ancora più violenta, specie se a porla è un lupo mannaro o un troll.
  - Mr. Tulip: i muscoli del duo, candido e iperviolento, tanto da impressionare i non-morti; ha una passione inattesa per i mobili d'antiquariato. Il suo credo religioso ruota attorno a un tubero.
- Il gruppo di mendicanti fuori dalla Gilda dei Mendicanti: perché così in basso non ci sono neanche loro. Questo gruppo comprende:
  - L'Uomo Anatra: apparentemente il membro più normale del gruppo, a parte l'anatra che porta sempre in testa, e di cui non riconosce assolutamente l'esistenza.
  - Ron il Vecchio Marcione: impreca sempre contro non si sa cosa e pare privo di ragione. Viceversa, c'è chi ritiene che il suo odore corporeo abbia intelligenza e vita propri: lo precede sempre di alcuni minuti.
  - Gaspode, il Cane Prodigio: nonostante se stesso, è un cagnolino parlante, cosa che tutte le persone sensate si rifiutano di ammettere. Fanno eccezione i lupi mannari, i maghi (probabilmente) e il presente gruppo di mendicanti fuori di testa. Probabilmente il membro più intelligente del gruppo di mendicanti.
- L'uomo con i tuberi umoristici. Si presenta di continuo al giornale con ceste di patate dalla forma assurda, che propone per la pubblicazione.

- Personaggi dei romanzi della Guardia: Capitano Samuel Vimes, Carota, Angua, Nobby Nobbs, il Patrizio, Wuffles (cagnolino del Patrizio), e anche Morte (che appare in quasi tutti i romanzi).